# Герб Тершева
Герб Тершева — офіційний символ села Тершів, Самбірського району Львівської області, затверджений 30 березня 1999 року рішенням сесії Тершівської сільської ради.
Автор — А. Гречило.

## Опис
У синьому полі золоте Всевидяче Око, під ним — 4 срібні форелі у три ряди (1:2:1).

## Зміст
Всевидяче Око було зображене на печатці Тершева з ХІХ ст. Цей символ збережено й додано 4 форелі, які уособлюють місцеві природні багатства. Також їх можна було трактувати як символ чотирьох сіл, що входили до складу сільської ради.